# ピーテル・デ・モライン
ピーテル・デ・モライン（Pieter de Molijn、姓は de Molynとも、1595年4月6日（洗礼日） - 1661年3月23日）はネーデルランド出身の両親を持ち、イギリスで生まれ、オランダのハールレムなどで働いた画家である。主に風景画を描いた。

## 生涯
ロンドンで生まれた。父親はヘント出身の繊維商人で、母親はブリュッセル出身の女性である。家族がロンドンに移っていたのは宗教的な理由とする説と単に商売のためであったとする説がある 。1609年より前にハールレムに移り、そこで教育を受けたと考えられている。 その頃、ハールレムで活動していた風景画家のエサイアス・ファン・デ・フェルデ(1587-1630)に絵を学んだと推定されている。
1616年にハールレムの聖ルカ組合の会員になった後、1618年にローマで短期間修行した。1820年にはハールレムの聖ルカ組合の役員を務め、その後もさまざまな役職を歴任した。
1624年に、民兵部隊に登録された記録がああり、その年、結婚した。
弟子にはヘラルト・テル・ボルフ、ヤン・コーレンビア(Jan Coelenbier)、アントニー・モレイン(Anthony Molijn)、アラールト・ファン・エーフェルディンヘンらがいた 。
17世紀末に画家たちの伝記を残したアルノルト・ホウブラーケンによれば、同名の息子(Pieter de Molijn de Jonge:1637-1701 )も画家になり、ローマで修行した。「Peter Tempesta」の仇名で活動した息子は、後にジェノヴァで妻殺しの容疑で16年間投獄され、フランス軍のジェノヴァ遠征によって釈放され、パルマに移ったとされる。
ヤン・ファン・ホーイェン(1596-1656)やサロモン・ファン・ロイスダール(1602-1670)と並んで「オランダ風景画」の代表的画家とされる。

## 作品

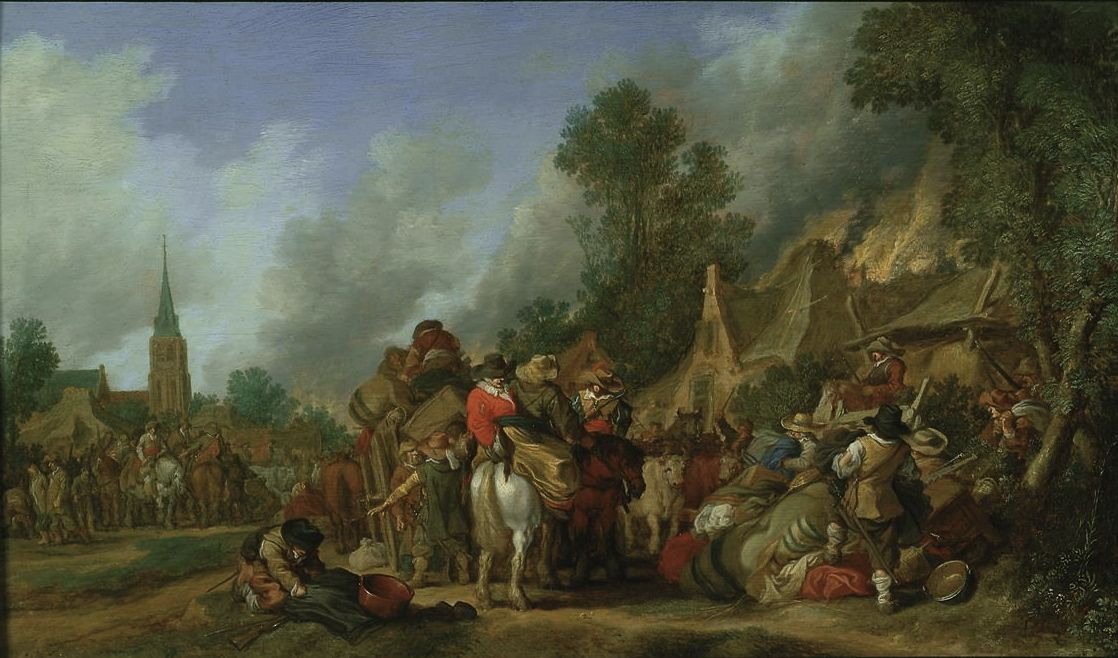
村から家財の強奪 (1630) フランス・ハルス美術館蔵
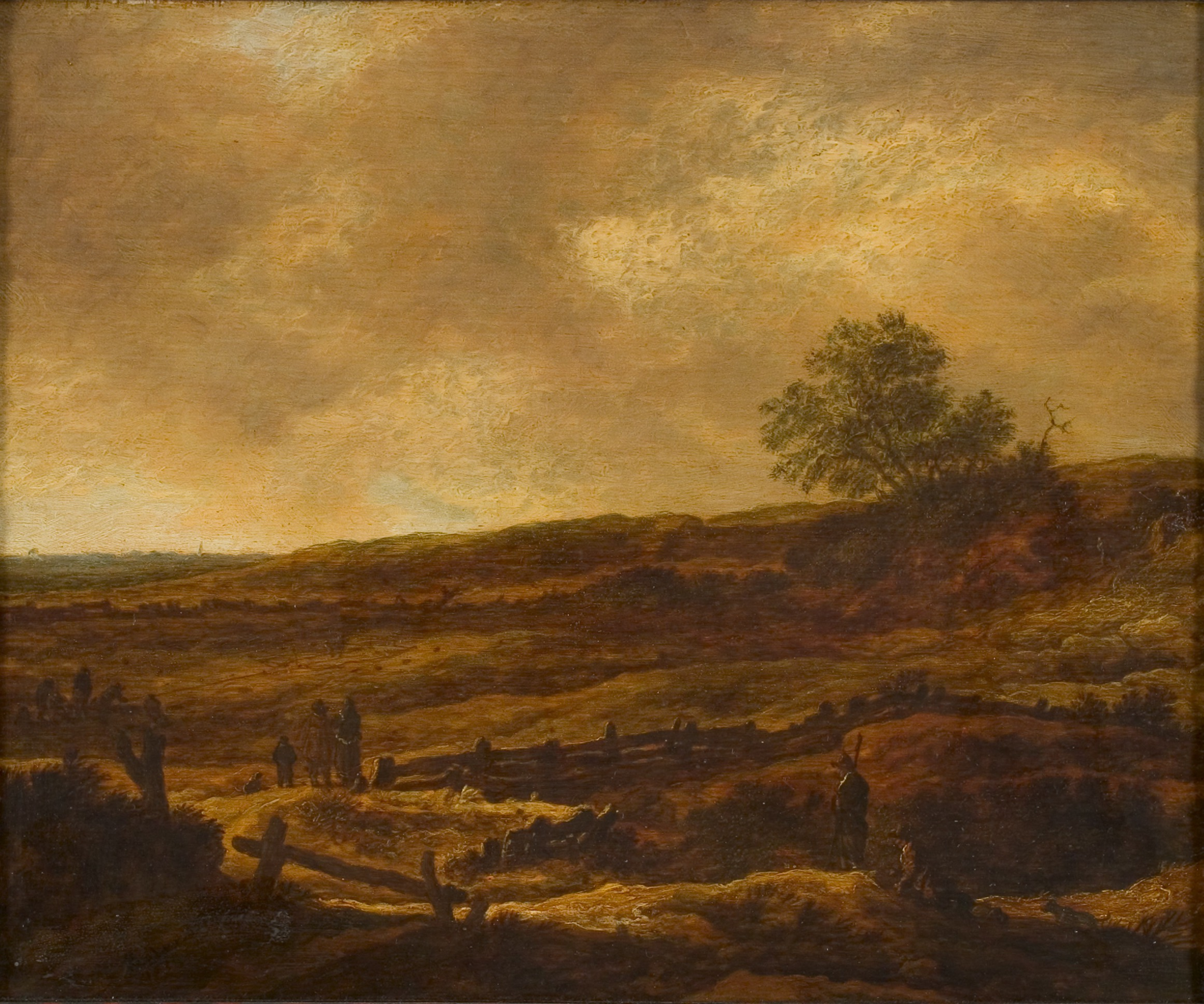
砂丘の風景 (1634) Rijksmuseum Twenthe蔵
開いた入口のある風景(1635/1640) ナショナル・ギャラリー (ワシントン)蔵
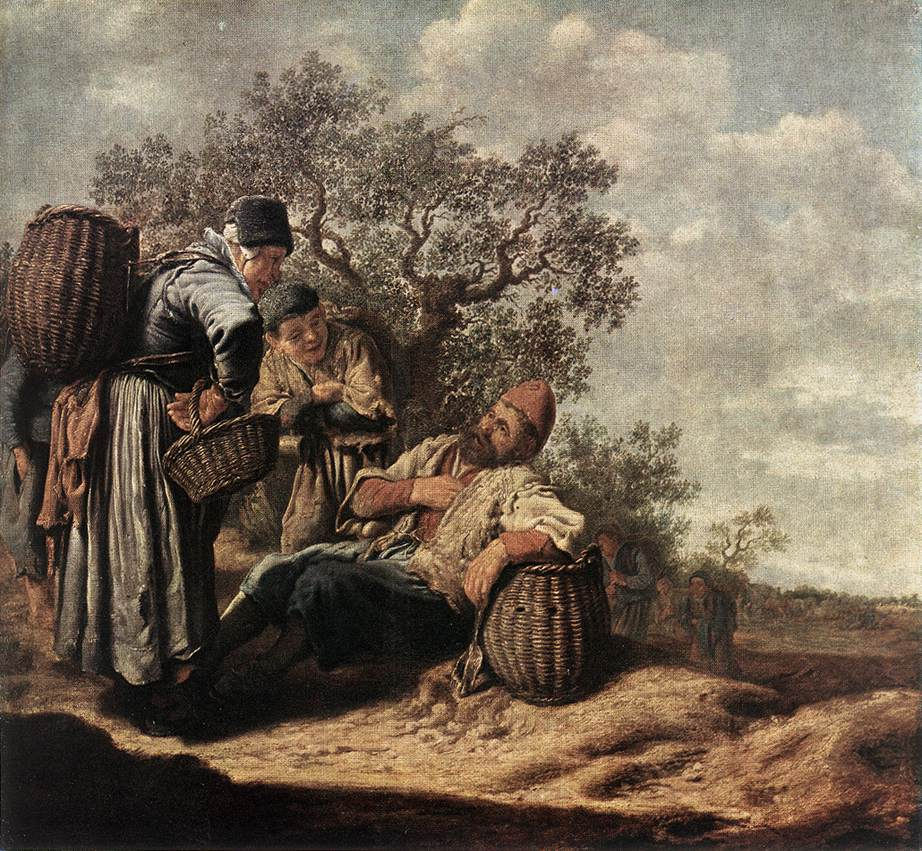
農民が会話する風景(c.1640) ブダペスト美術館蔵
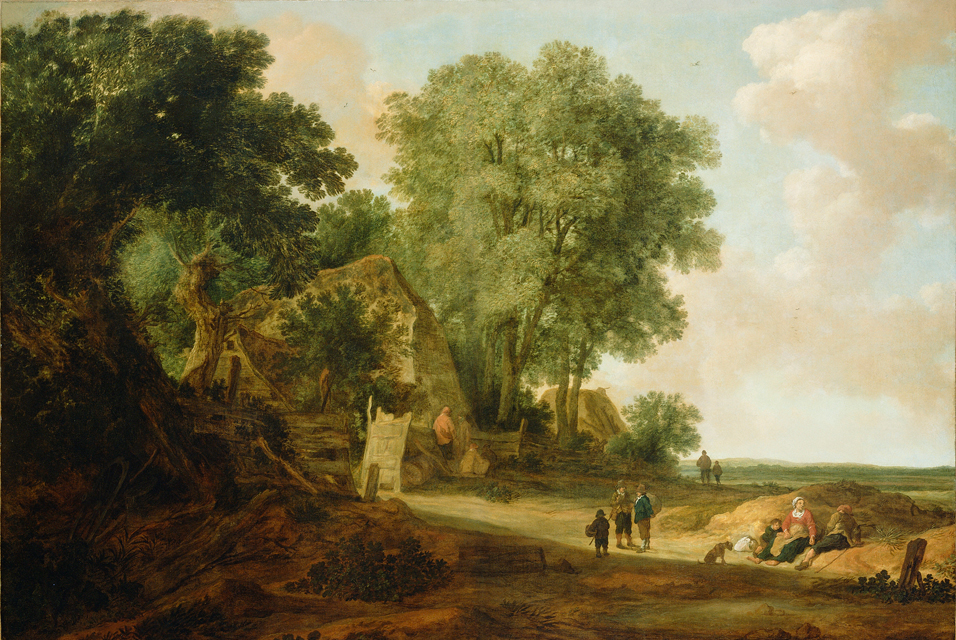
小屋と人物のいる風景(c.1640)
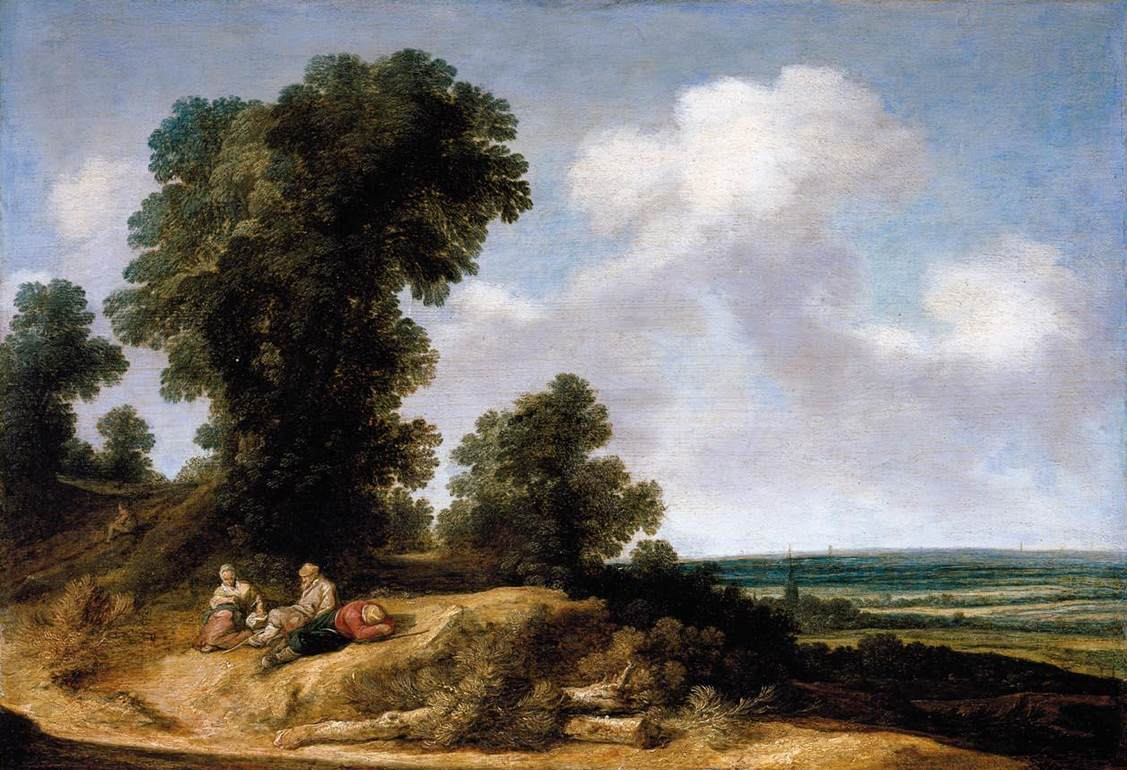
砂丘の風景　(1630s) 個人蔵
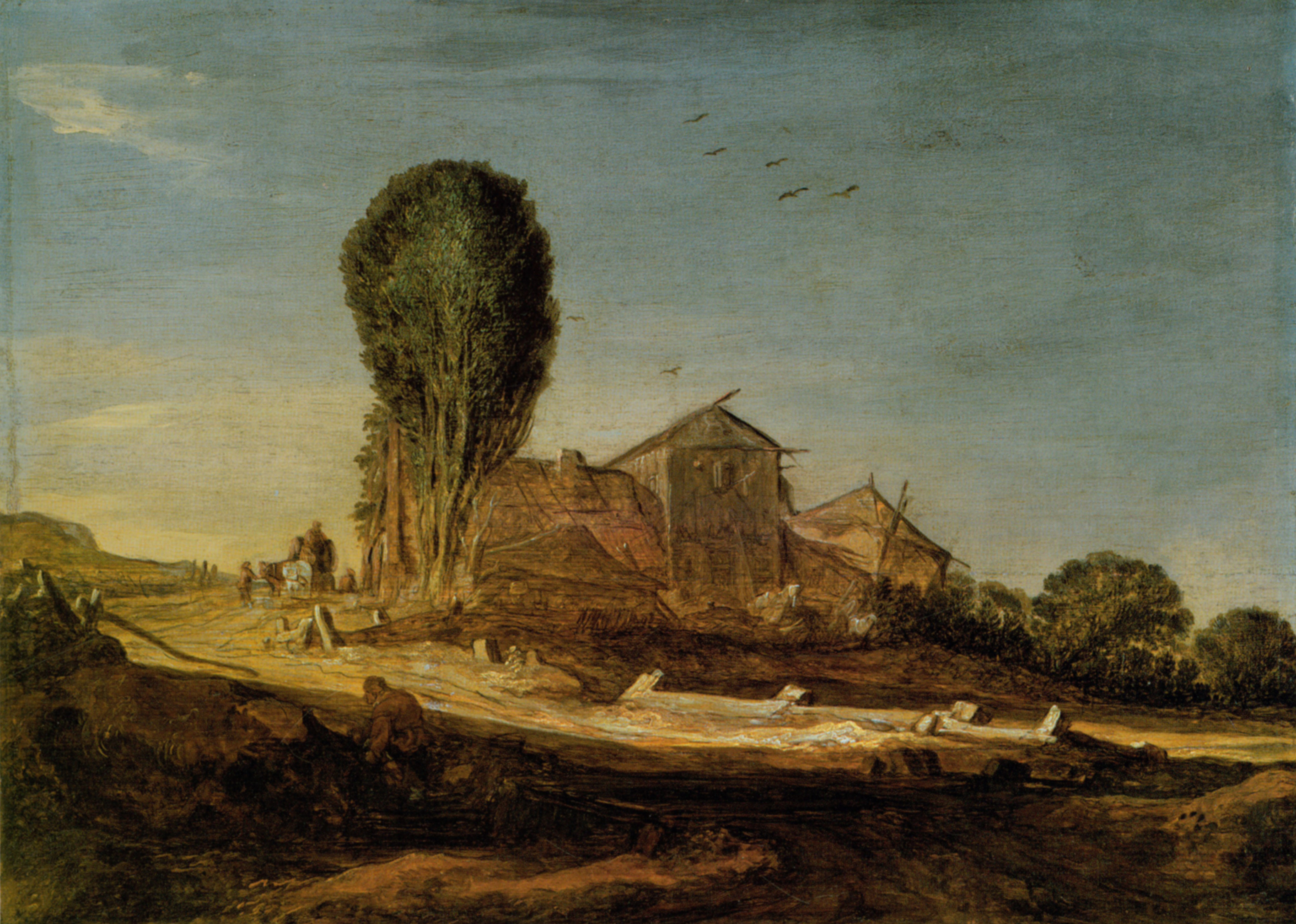
農場のある砂丘の風景　(1630s) 個人蔵
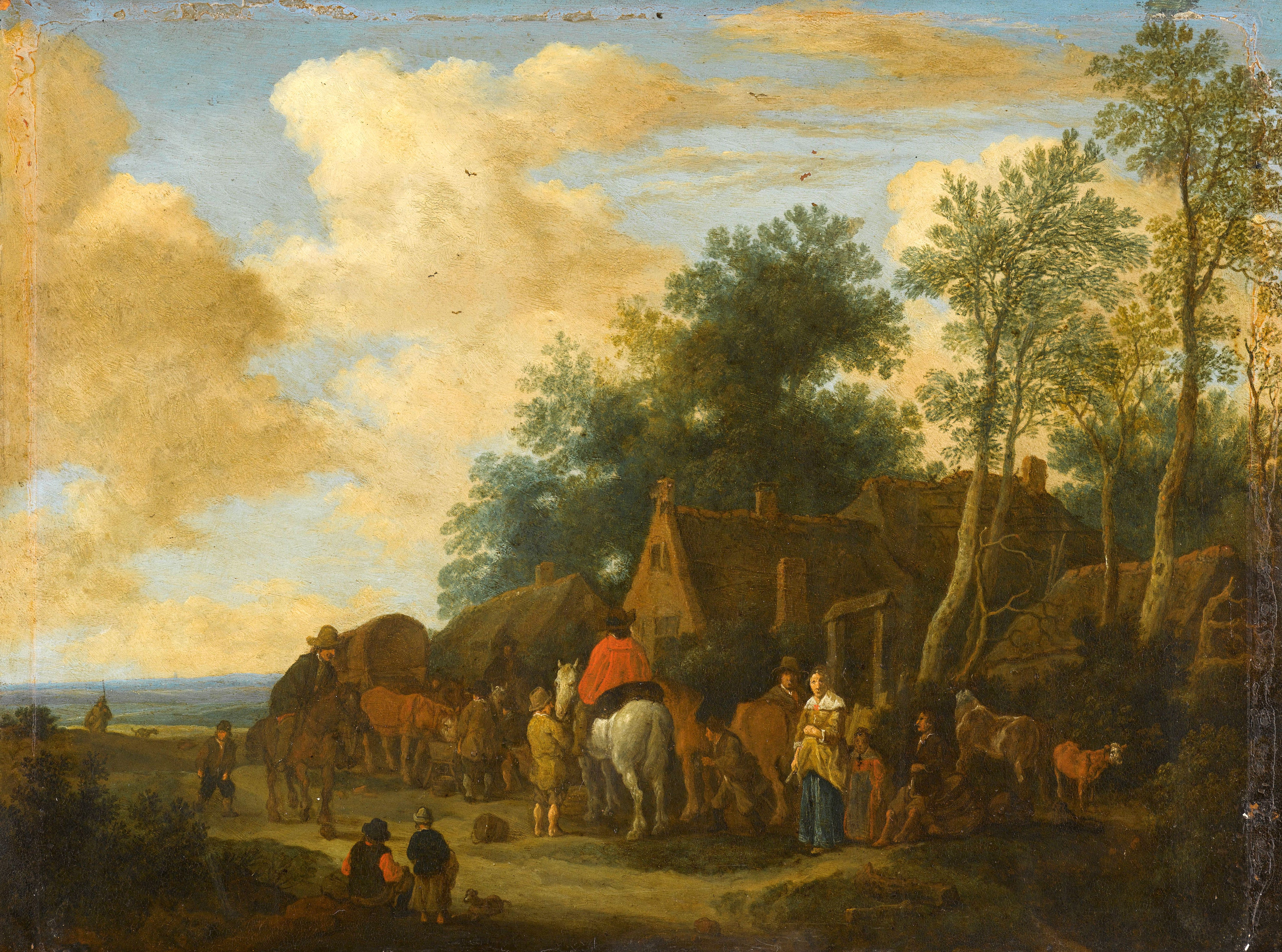
旅籠での休憩(.1657) アムステルダム国立美術館蔵